# 康北笙
康北笙（1941年—），女，浙江嘉兴人，中国有机化学家。

## 生平
1963年毕业于台湾大学化学系，1967年获得芝加哥大学博士学位，1972年返回中国，1995年调入中山大学任教。曾任福建省人大常委会副主任，第五届全国政协委员。